# Moonrise Kingdom

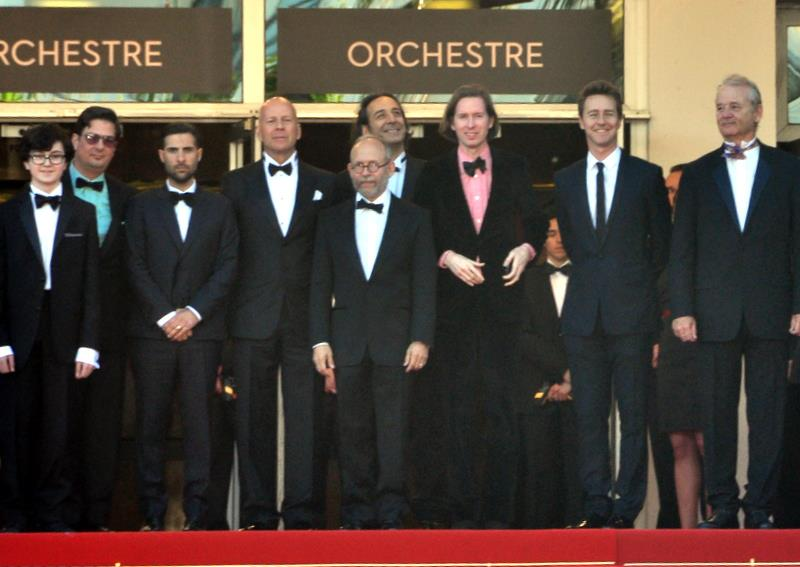
Regissören Wes Anderson (tredje från höger) tillsammans med delar av skådespelarensemblen vid Filmfestivalen i Cannes 2012.

Moonrise Kingdom är en amerikansk romantisk dramafilm från 2012 i regi av Wes Anderson som även skrivit manus tillsammans med Roman Coppola. 
Filmen utspelar sig under ett scoutläger sommarlovet 1965 och handlar om två unga älskande, Sam Shakusky och Suzy Bishop. De har träffats ett år tidigare och ingått en hemlig pakt: Den här sommaren ska de rymma och bosätta sig i vildmarken. 
Filmen var nominerad till bästa utländska film vid Guldbaggegalan 2013.

## Rollista
- Jared Gilman – Sam Shakusky
- Kara Hayward – Suzy Bishop
- Bruce Willis – kapten Sharp[1]
- Edward Norton – scoutmästare Randy Ward[1]
- Bill Murray – Walt Bishop
- Frances McDormand – Laura Bishop
- Tilda Swinton – Socialtjänsten
- Jason Schwartzman – Kusinen Ben
- Harvey Keitel – kommendör Pierce[1]
- Bob Balaban – berättare[1]